# Сражение у хребта Ехулин
Сражение у хребта Ехулин (кит. трад. 野狐嶺戰役, весна 1211 года) — первое крупное полевое сражение монгольско-цзиньской войны, в котором была уничтожена кадровая армия империи Цзинь.

## Предыстория
Двинувшись на Цзинь, Чингисхан основной армией занял город Фучжоу, находившийся на северном пограничье Цзинь. Империя Цзинь сосредоточила у хребта Ехулин, прикрывавшего подступы во внутренние районы империи Цзинь, огромную армию в 300—400 тысяч человек, командовал ею полководец по фамилии Дин (в 1-й цзюани «Истории династии Юань» он назван Дин Се, в 120-й цзюани — Дин Би).

## Ход сражения
Чингис-хан послал на разведку своего приближённого Чагана (тангут Идэ из рода Уми, которому Чингис-хан дал монгольскую фамилию и женил на придворной девушке). Чаган сообщил, что место является достаточно удобным для продвижения конницы. Чингис-хан двинулся с армией вперёд и разбил цзиньцев.

## Итоги и последствия
В результате сражения кадровая армия Цзинь была полностью уничтожена. В «Сокровенном сказании» процесс уничтожения описан так:
Пошло такое истребление, что кости трещали, словно сухие сучья.
Рашид ад-Дин, составивший первое историческое описание монгольской империи, написал, что «в этом сражении были уничтожены знаменитые люди» империи Цзинь.
Пограничные округа вдоль Великой стены — Дашуйло и Фэнли, оставшиеся без защиты, были захвачены монголами. Заняв их, монголы смогли как воспользоваться находящимися там пастбищами, так и подождать возвращения корпуса Джэбэ, отправленного в рейд на Восточную столицу Цзинь.